# Хейн, Пит (писатель)
Пит Хейн-младший (дат. Piet Hein; 16 декабря 1905 — 18 апреля 1996) — датский учёный, писатель, изобретатель, художник и инженер. Прямой потомок Пита Хейна-старшего, голландского моряка и народного героя XVII века. Наибольшую известность Пит Хейн-младший приобрёл благодаря созданию коротких стихотворных афоризмов, которые он называл груками.

## Жизнь
Дальний потомок Пита Питерсона Хайна, Пит Хейн родился в Копенгагене — столице Дании. Учился в Институте теоретической физики Копенгагенского университета (позднее — Институт Нильса Бора) и в Датском техническом университете. Вместе с поэтами Туве Дитлевсен, Мортеном Нильсеном и Соней Хауберг был членом Клуба молодых творцов (Unge Kustnernes Klub). Почётный доктор Йельского университета (1972 год). Умер в своём доме на острове Фюн в 1996 году.

## Творчество
Имя Пита Хейна-младшего широко известно не только на его родине — в Дании, но и во всей Скандинавии, а также во многих англоязычных странах. Такая известность заслуженна: XX век вряд ли насчитает много людей, в которых счастливо уживались поэт, романист, эссеист, художник, архитектор, математик и инженер-изобретатель и которые к тому же сумели во всех этих ипостасях проявить себя талантливо.

Именно за изобретённые им груки (gruk по-датски, grook по-английски) Хейн трижды выдвигался на Нобелевскую премию… Он начал писать груки во время нацистской оккупации Дании. В те годы Пит Хейн, в междувоенный период, по собственным словам, «игравший в ментальный пинг-понг» с Нильсом Бором, встал перед выбором: ничего не делать, эмигрировать в нейтральную Швецию или присоединиться к датскому движению Сопротивления. Как впоследствии он сам объяснял:
Швеция отпадала, потому что я был датчанином, а не шведом. Дома я оставаться не мог, так как каждый стук в дверь вызывал бы во мне дрожь. Оставалось одно - присоединиться к движению сопротивления.
 Его основным оружием стало перо. Так он написал и опубликовал в газете «Politiken» (1940 г.) свой первый грук, который прошел цензуру, благодаря тому, что цензор не «читал между строк» и был не в состоянии понять истинный смысл «Утешительного грука»:

Обидно, конечно, перчатку посеять. 

Но много обидней, наверное, 

Одну потеряв, бросить к черту другую — 

И тут же наткнуться на первую.

Смысл же был вот в чём: если ты потерял свободу (одну перчатку), не теряй патриотизма и самоуважения, сотрудничая с нацистами (не выбрасывай вторую) — поскольку, когда обретешь свободу вновь, тяжким бременем и гнетом будет чувство совершенного предательства!.. Груки вскоре стали своеобразной подпольной литературой: оставаясь вне понимания немцев, они дали датчанам возможность говорить друг другу о том, что их действительно волновало.
Эта игра двойных смыслов сохранилась и после войны. Создатель кибернетики Н. Винер, большой почитатель таланта Хейна, особенно выделял эту черту: «Пит Хейн — мастер эпиграммы. Его следует читать по меньшей мере на двух уровнях — внешнем и более глубоком. И в том, и в другом случае они вызывают во мне восхищение. Какое богатство значительных мыслей заключено в них!» Когда Пит Хейн работал в Копенгагенском институте теоретической физики, Нильс Бор избрал именно его своим партнером по «интеллектуальному пинг-понгу».
Многие строки Хейна стали поговорками, крылатыми словами. Они настолько прочно вошли в обиход, что дали одному критику основание для следующего афоризма: «Блестящий оратор — это человек, способный произнести хорошую речь, ни разу не процитировав Пита Хейна».
Пит Хейн-младший издал более 40 книг на английском и датском языках. Около половины из них — сборники груков. Хейн написал около семи тысяч груков на датском, а также — около 400 на английском языках. Последние более всего содействовали всемирной славе Хейна. Именно с английского большинство груков переводилось на русский, немецкий, французский, японский, китайский, персидский, эсперанто и другие языки (с датского — на скандинавские языки). Их популярности в немалой степени способствовали рисунки автора, иллюстрирующие каждое стихотворение.
Пит Хейн-младший занимался также дизайном, рисовал, изобретал игры. Известен также своими головоломками и играми (кубики сома, гекс и др.), находками в области дизайна («суперэллипс»).
Впервые три грука Пита Хейна в переводе на русский переводы появились в журнале «Наука и жизнь» в 1968 году. Во вступлении к ним указывалось, что переводы сделаны двумя физиками-теоретиками из Объединенного Института Ядерных Исследований в Дубне, это были Игорь Николаевич Михайлов и Яков Абрамович Смородинский. Вскоре в журнале «Природа» были опубликованы три подборки груков, в переводе А. Г. Недрова — псевдоним дубненского физика и поэта Г. Л. Варденги. В дальнейшем его переводы груков многократно печатались и цитировались во многих изданиях. В Интернете они фигурируют во многих сайтах и не всегда с указанием фамилии переводчика.